# تيم دانيلسون
تيم دانيلسون (بالإنجليزية: Tim Danielson)‏ هو منافس ألعاب قوى أمريكي، ولد في 1948.

## روابط خارجية
- تيم دانيلسون على موقع الاتحاد الدولي لألعاب القوى (الإنجليزية)